# 초콜렛 (2008년 영화)
초콜렛(Chocolate)은 태국에서 제작된 프라챠 핀카엡 감독의 2008년 액션 영화이다. 지자 야닌 등이 주연으로 출연하였다.

## 출연

### 주연
- 지자 야닌
- 암마라 시리퐁
- 아베 히로시

### 조연
- 퐁파트 와치라번종
- 임수정